# Sun Ra
Sun Ra, né Herman Poole (ou Herman Lee) Blount le 22 mai 1914 à Birmingham (Alabama) et mort le 30 mai 1993 dans la même ville, est un compositeur et pianiste de jazz américain.
Il est connu pour ses compositions et ses performances phénoménales autant que pour l'étrange « philosophie cosmique » qu'il prêchait.
À la tête de son Arkestra, il a enregistré plus de deux cents albums, le plus souvent sur son label El Saturn Records (en) depuis la fin des années 1950.

## Biographie

### Jeunesse
Sun Ra nait le 22 mai 1914 à Birmingham dans l'Alabama, à l'époque une ville où la ségrégation raciale est très forte. Son nom de naissance fait débat : il est généralement considéré que celui-ci est « Herman Blount », mais Dave Ginsburg de l'Université du Michigan soutient qu'il s'agit de « Herman Lee ».
Grand lecteur, bon élève, il étudie la musique et pratique le piano. Il est également membre d'une loge maçonnique noire.
Par convictions chrétiennes et non-violentes, pendant la Seconde Guerre mondiale, il est l'un des premiers objecteurs de conscience noirs et est emprisonné. Il refuse de porter l'uniforme américain, est classé schizophrène et est réformé vers 1942.

### Débuts professionnels
Les débuts professionnels de Sun Ra sont assez incertains. Il semble qu'il accompagne de nombreux musiciens dans le Midwest. Dès les années 1930, il ferait partie de l'orchestre de John Fess Whatley, puis, à la fin des années 1930, il est sideman à Chicago sous le nom de « Sonny Blount »,. Comme pianiste et/ou comme arrangeur, il aurait enregistré avec le chanteur de blues Wynonie Harris (1946), avec Fletcher Henderson (1946 et 1947), avec Coleman Hawkins et Stuff Smith (1948). Avec certitude, il enregistre avec le big band d'Eugene Wright en novembre 1948.
Ses vrais débuts comme leader datent de 1953 à Chicago, où il monte son big band qu'il appelle l'Archestra à partir de 1955 (un jeu de mots sur « orchestra » et « arch », l'Arche de Noé,). Il se choisit comme pseudonyme « Sun Ra » (« soleil » en anglais suivi du nom du dieu du soleil égyptien) afin de se défaire de son prénom Herman qui marque pour lui l'héritage de l'esclavage. Il joue une musique influencée par le bebop, expérimente les premiers claviers électroniques (dont certains de son invention), et joue « free » avant l'invention du terme. Ses premiers albums (Super-Sonic Jazz (en), 1956, Jazz in Silhouette (en), 1959...) sont pour la plupart enregistrés sur son label El Saturn Records (en), qu'il a créé en 1957 avec Alton Abraham, après avoir acheté un Sound Mirror, le premier magnétophone grand public en vente aux États-Unis. C'est un des premiers musiciens à s'autoproduire.

### Années 1960
Sun Ra emménage à New York en 1961. Il enregistre The Heliocentric Worlds of Sun Ra, Vol. 1 (en) et Vol. 2 (en) (1965), souvent considérés comme ses meilleurs albums. L'Arkestra joue tous les lundis soir au Slug's Saloon, un club du Lower East Side. Il est très apprécié des critiques et des beatniks, tout en étant acclamé par Dizzy Gillespie ou Thelonious Monk. Ses musiciens s'installent dans le même logement, vivant, mangeant et jouant ensemble.
Dans les années 1960, il participe aux travaux de la Jazz Composers Guild.
En 1968, il s'installe à Philadelphie. Il tourne sur la côte ouest, où hippies et Deadheads découvrent ses performances spectaculaires. Le 19 avril 1969, il fait la couverture du no 31 de Rolling Stone.

### Années 1970

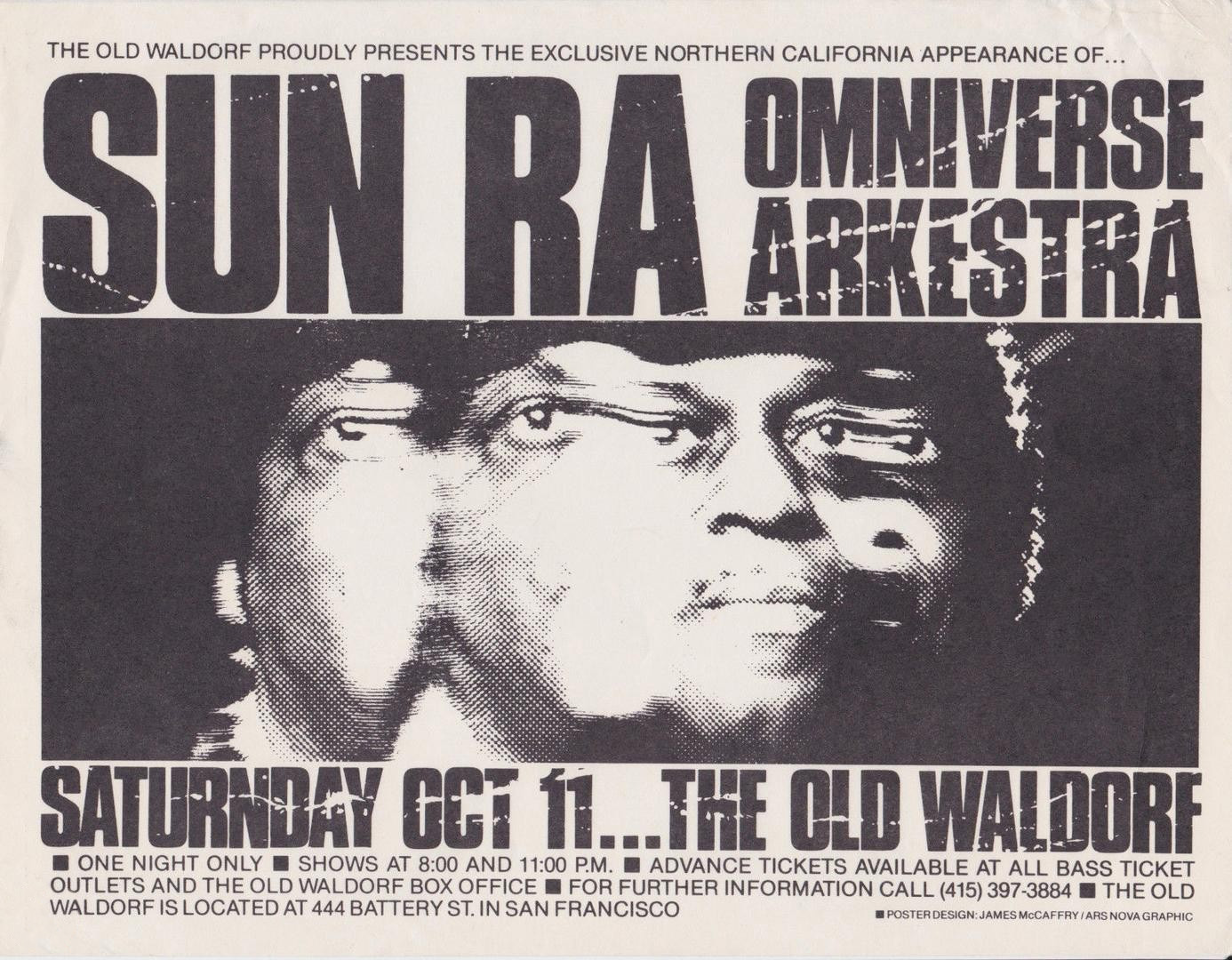
Affiche annonçant un concert de Sun Ra avec l'Omniverse Arkestra en 1980 à San Fancisco.

L'Arkestra tourne en Europe en 1970, et va pour la première fois en Égypte en 1971.
En 1972, Ra enregistre la bande originale (en) du film de science fiction Space Is the Place (1974), qu'il a coécrit et dans lequel il joue le personnage principal. Sun Ra et son Arkestra y visitent une nouvelle planète, qu'il élisent nouvelle terre des Afro-Américains. Le film intègre des éléments du Tarot de Marseille, de mythologie égyptienne et de science-fiction. Le film est souvent cité comme précurseur de l'Afrofuturisme. Un album (en) en est issu, qui est l'un de ses plus influents.
En 1977, il participe au FESTAC 77, un festival des cultures et arts noirs et africains qui se tient à Lagos, au Nigeria, et réunit près de 60 pays.

### Années 1980
L'Arkestra continue d'enregistrer (sur Impulse!, Atlantic, Philly Jazz…) et de se produire en concert. Sun Ra participe à de nombreuses émissions de radio et donne des conférences.
À la suite de sa participation à l'album collectif Stay Awake: Various Interpretations of Music from Vintage Disney Films (en) (1988), il développe une obsession pour les musiques des films de Disney et en joue régulièrement dans ses concerts.

### Années 1990

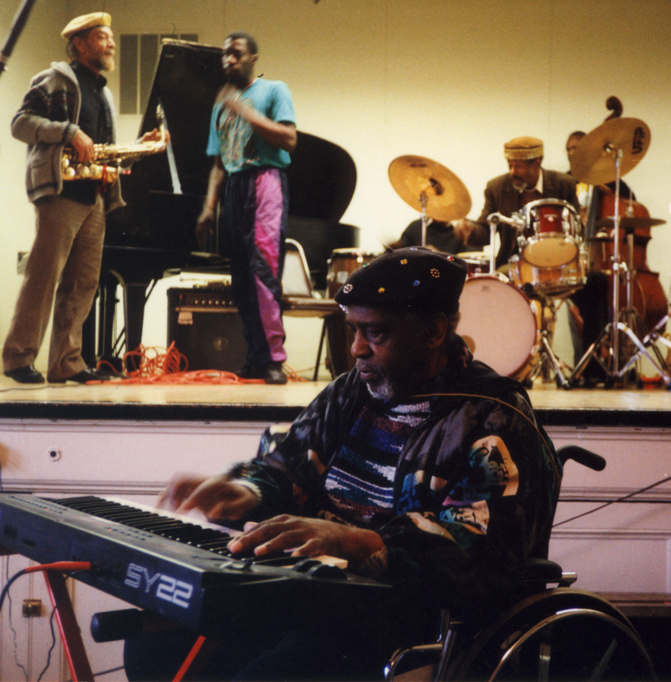
Sun Ra au New England Conservatory le 27 février 1992.

Sun Ra a une attaque en 1990, ce qui ne l'empêche pas de continuer à composer et à diriger l'Arkestra. Quand il est trop faible, il confie néanmoins à John Gilmore (en) le soin de diriger le groupe.
Sun Ra meurt le 30 mai 1993 à Birmingham (Alabama), à l'âge de 79 ans. Il est inhumé au cimetière Elmwood, dans la même ville.
L'Arkestra continue de jouer la musique de Sun Ra depuis sa mort, avec Gilmore en leader jusqu'en 1995, et Marshall Allen depuis.

## Style

### Musique
Précurseur et hors normes, d'avant-garde tout en restant accessible, Sun Ra s'inscrit dans un premier temps dans la lignée des orchestres Bebop (comme celui de Tadd Dameron) ou ellingtonien, en y ajoutant des percussions « exotiques », pouvant évoquer l'Égypte antique, ou des instruments électriques. Rapidement, est un des premiers musiciens à avoir joué « free », préfigurant ce qui allait devenir le free jazz. Sa musique intègre également, et souvent avant que ce soit à la mode, des éléments de psychédélisme, de musique africaine, de musique concrète… ce qui ne l'empêchera pas, tout au long de sa carrière, de revisiter le répertoire de Jelly Roll Morton, de Fletcher Henderson ou de Thelonious Monk.
Imprévisible, sa musique joue sur la modification des timbres, des structures et des rythmes, parfois de façon subtile, parfois de façon paroxystique, notamment en jouant sur l'amplification.
Ses concerts alternent généralement des improvisations « free », des chorals mystiques et d'excentriques versions de morceaux swing.
Leader exigeant voire tyrannique, il réveille fréquemment ses musiciens à 4 heures du matin pour répéter de la musique qu'il venait d'écrire. Il peut humilier en concert les musiciens en retard ou pas assez concentrés. Pourtant, nombreux sont ceux qui restèrent membre de l'Archestra pendant des dizaines d'années. Parmi ceux-ci, on peut notamment citer John Gilmore (en), Marshall Allen ou Pat Patrick (en).
Instruments
D'abord pianiste, Sun Ra a été précurseur dans l'utilisation de claviers électroniques. Il a notamment joué sur des Hohner Clavinet, des Rocksichord ou encore des Clavioline. Il était proche de Robert Moog et a pu échanger avec lui et tester différents instruments et effets.
Dans les années 1950, il se produit en trio, jouant un clavier électrique de son invention, « dont certaines possibilités sonores évoquent davantage celles des Ondes Martenot ou de l'Aetherwellen — instrument conçu par le russe Theremin en 1924 — que celles du piano électrique ou de l'orgue traditionnel. »

### Mythologie
Sun Ra a construit une mythologie autour de son personnage, affirmant être un ange, et de sa musique, inspirée à la fois de l'ancienne Égypte et de la science-fiction. Il raconte avoir été enlevé par des extraterrestres en 1936, « qui l'auraient emmené sur Saturne pour lui assigner la mission de vaincre le chaos avec son art. »
Son pseudonyme signifie « soleil » en anglais (« Sun ») et en égyptien (« Ra », le dieu du soleil de l'Égypte antique). Son changement de nom et l'invention du surnom « Sun Ra » s'inscrit dans une tradition de La Nouvelle-Orléans, qui voulait que les grands chefs d'orchestre se renomment et s'anoblissent : King Oliver (roi), Duke Ellington (duc), Count Basie (comte), etc.
Avec son complice Alton Abraham, avec qui il a fondé El Saturn Records (en), Sun Ra édite des textes, des poèmes, des tracts et des manifestes dans lesquels sont développés leur pensée et leur univers.

### Performances

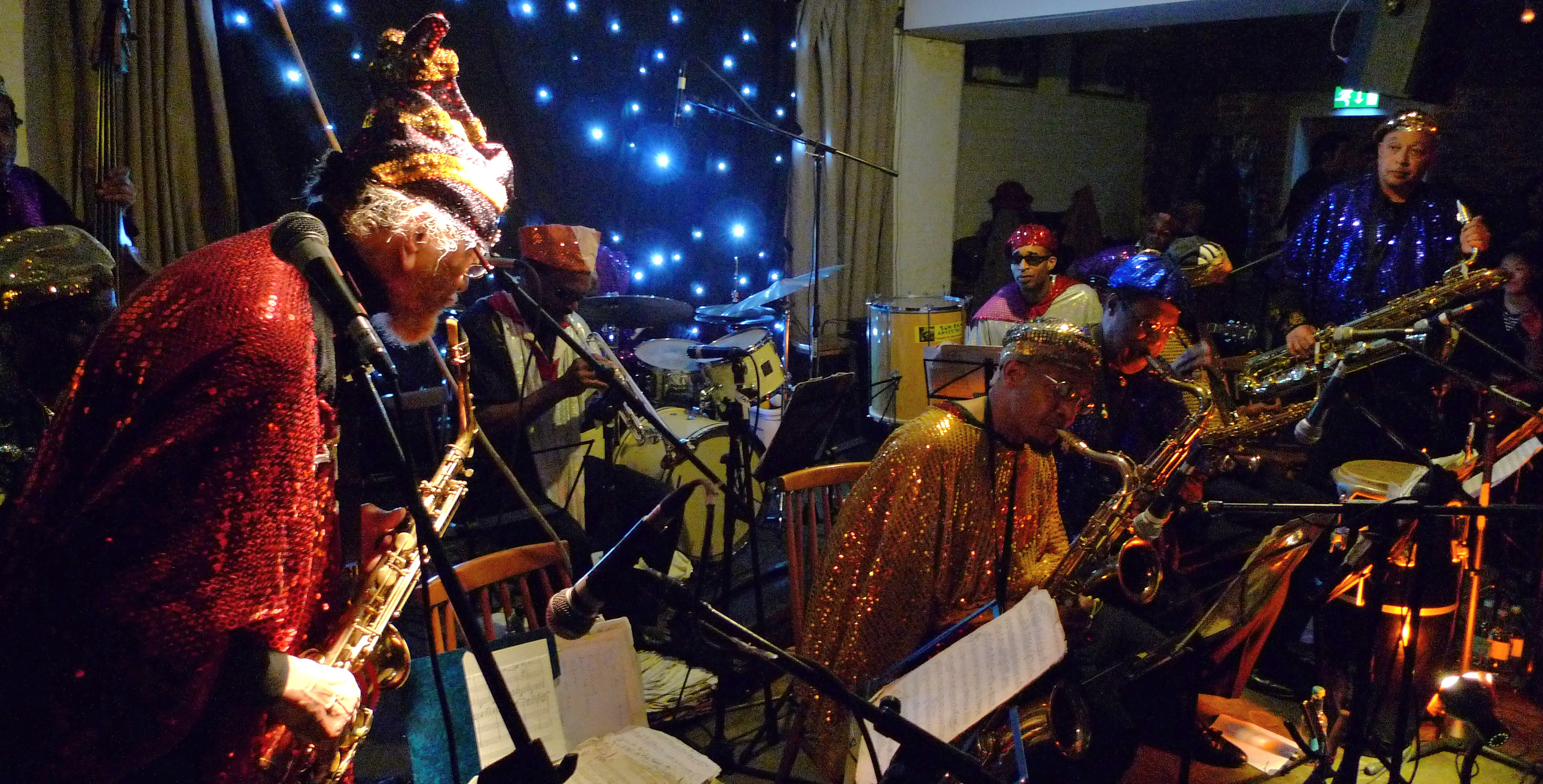
Le Sun Ra Arkestra à Londres en 2010, sous la direction de Marshall Allen (à gauche).

Lors de ses concerts, il portait généralement des costumes extravagants : « vêtu de chasubles métallisées, coiffé de casques ethno lunaires, paré de bijoux vénusiens… » Ses musiciens, qui avaient parfois le visage peint, portaient le même genre de costumes afro-futuristes. À partir des années 1980, on pouvait régulièrement voir des tourneurs d'assiette ou des cracheurs de feu.

### Engagements
Sun Ra est impliqué dans la défense des Afro-Américains, notamment via les tracts qu'il diffuse à partir des années 1950. Il s'intéresse aux séparatistes, pour lesquels les Noirs devraient avoir un État souverain plutôt que s'intégrer aux États-Unis. On peut l'inscrire dans la lignée de Marcus Garvey ou Elijah Muhammad.
Sa réflexion est tournée à la fois vers le passé et vers le futur. D'un côté, Sun Ra participe à un travail de déconstruction historique pour faire entrer les Noirs dans l'histoire. À la suite de George G. M. James (en), Ra accuse par exemple les philosophes Grecs d'avoir volé leurs fondements à l'Égypte antique. Il cherche ainsi à démontrer l'importance de l'Afrique dans l'histoire et dans le monde occidental,, afin de sortir les Noirs d'un passé créé pour eux par les Blancs colonisateurs et esclavagistes. Sun Ra, parmi d'autres, invente des « contre-mythologies, stratégies de résistance politique et identitaire, permettant de retrouver sens et filiation. »
Sur un autre versant, son intérêt pour la science-fiction vise à imaginer un futur pour les Noirs, préfigurant l'Afrofuturisme. On peut y voir un lien avec la condition des Noirs aux États-Unis, considérés comme des « aliens », qui peuvent se libérer en retournant sur leur planète. C'est d'ailleurs un des thèmes du film de science-fiction Space Is the Place, qu'il a coécrit.
Sa musique avant-gardiste a une vocation politique, celle d'inventer un futur souhaitable pour les Noirs : « la musique de Sun Ra témoigne du sentiment d'impuissance de la masse noire face à la condition qui lui est faite, la résolution de cette impuissance étant donnée par la musique comme magique : Sun Ra proposait une sorte d'utopie musicale. »

## Récompenses
- 1978 : introduction au Alabama Jazz Hall of Fame (en)[22]
- National Endowment for the Arts - NEA Jazz Master : nomination et récompensé en qualité de « Jazz Master » en 1982[23]. Il s'agit de la plus prestigieuse récompense de la nation américaine en matière de jazz.

## Discographie
La discographie de Sun Ra est une des plus importantes de l'histoire du disque,. Le claviériste et compositeur américain a enregistré des dizaines de singles et plus de 100 albums, cumulant plus de 1000 morceaux, ce qui en fait l'un des musiciens les plus prolifiques du XXe siècle.

## Filmographie
Outre Space Is the Place, Sun Ra apparaît dans plusieurs films ou documentaires :
- The Cry of Jazz (en), de Ed Bland (en) (1959)
- Free jazz : Sun Ra, de Jean-Michel Meurice (1970)
- Jazz-concerto : Sun Ra, de Luigi Costantini (1976)
- Sun Ra: A Joyful Noise (en), de Robert Mugge (1980)
- Mystery Mister Ra, de Frank Cassenti (1984)

## Influences et hommages
Dans la musique
Protéiforme, la musique de Sun Ra a influencé énormément de musiciens (c'est peut-être même l'artiste le plus cité en référence dans les articles des Inrocks). Par sa philosophie ainsi que la dimension mystique, cosmique de son œuvre, il a influencé notamment la mythologie du P-Funk de George Clinton et The Residents. Sa démarche d'autoproduction a inspiré certains punks dans leur démarche. On peut aussi citer Sonic Youth, Spacemen 3, MC5, The Stooges,. La chanteuse Solange Knowles, lors de la tournée accompagnant son album A Seat at the Table (2016), utilise un dispositif qui rappelle l'univers de Sun Ra : section de cuivres, pyramides, orbes… Le Sun Ra Arkestra a d'ailleurs joué en première partie de certains de ses concerts.
De nombreux musiciens ont samplé sa musique : Zombie Zombie, Lady Gaga (qui a samplé Rocket Number 9 sur son Venus), Agoria, Carl Craig… Moor Mother (en) a utilisé des extraits de discours de Sun Ra.
Le groupe de rock indépendant Yo La Tengo a enregistré plusieurs versions du morceau Nuclear War en 2002.
En 2014, Thomas de Pourquery a sorti un album en hommage à Sun Ra, Supersonic Play Sun Ra. Le groupe de jazz Heliosonic Tone-tette, fondé par le saxophoniste Scott Robinson avec entre autres Marshall Allen et Danny Ray Thompson, membres historiques de l'Arkestra, a publié en 2015 Heliosonic Toneways, Vol. 1, en hommage à l'album The Heliocentric Worlds of Sun Ra, Volume One (en) (1965).
Dans la bande dessinée
Il a inspiré Jean-Claude Mézières et Pierre Christin, dans les aventures de Valérian et Laureline, pour le personnage de Sun Rae dans La Cité des eaux mouvantes (1970).
Dans la littérature
Dans la nouvelle Jazz et vin de palme (1982) de l'écrivain congolais Emmanuel Dongala, Sun Ra, après avoir sauvé la planète, devient le premier président noir des États-Unis.